# Stanislav Piętak

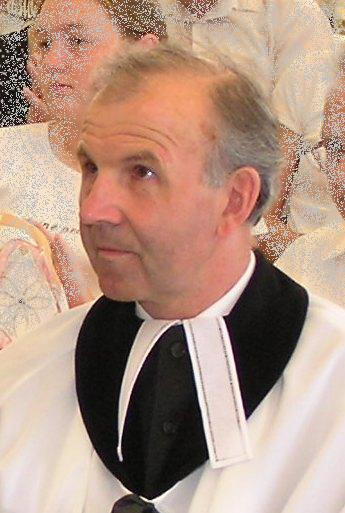
Stanislav Piętak

Stanislav Piętak (* 18. März 1946 in Smilovice) ist ein tschechischer Theologe und Erziehungswissenschaftler. Von 2006 bis 2011 war er Bischof der Schlesischen Evangelischen Kirche A.B. in der Tschechischen Republik.
Pietak studierte an der Evangelischen Theologischen Fakultät der Comenius-Universität in Bratislava und an der Evangelischen Theologischen Akademie zu Warschau. Seit 1992 stand er an der Spitze des Lehrstuhls für Katechetik der Pädagogischen Fakultät der Universität Ostrau, bis dieser zum Lehrstuhl für Gesellschaftswissenschaften umgewandelt wurde, den er bis 2011 innehatte. Er gehört zum konfessionell-lutherischen Flügel seiner Kirche, dem ein brüderlich-pietistischer Flügel gegenüber steht.
Von 1995 bis 2006 war Piętak als Pfarrer der Kirchgemeinde in Třinec tätig, 2001 wurde er zusätzlich Pfarradministrator in Nebory. Im November 2006 von der Synode seiner Kirche ins Bischofsamt gewählt, trat dieses im Januar 2007 an und diente in diesem Amt bis 2011.
Stanislav Pietak ist verheiratet und Vater von vier Kindern.

## Veröffentlichungen (Auswahl)
- Faith, Ethnicity and Social Issues in the Thoughts and Work of Pastor Vladislav Santarius, in: Journal of Lutheran Mission, December 2015, Vol. 2, No. 5.